# صنع في كوريا
صنع في كوريا ((الكورية: 메이드 인 코리아)) هو مسلسل تلفزيوني درامي سياسي كوري جنوبي قادم، بطولة هيون بين، جونغ وو-سونغ. يصور المسلسل قصة تدور أحداثها خلال الأحداث الكبرى في تاريخ كوريا الحديث والمعاصر في السبعينيات. ومن المقرر أن يتم إصداره على ديزني+ في أواخر عام 2025.

## القصة
تدور أحداث المسلسل في سبعينيات القرن الماضي المضطربة، ويحكي قصة كيتاي، الرجل المتعطش للثروة والسلطة، وجيونيونغ، المدعي العام الصامد الذي يقف في طريقه. في خصام دائم، يجد الثنائي نفسهما متورطين في حادثة مصيرية ستغير مستقبلهما إلى الأبد.

## طاقم

### رئيسي
- هيون بن في دور بايك كي تاي[4]

رجل لديه طموحات للثروة والسلطة.
- جونغ وو سونغ في دور جانغ جيون يونغ[4]

المدعي العام ذو الغرائز الحيوانية والمثابرة المرعبة.

### داعم
- جونج سونج إيل في دور تشيون سيوك جونغ[4]

السكرتير الأول، الذي يتولى السلطة.
- وون جي آن في دور تشوي يو جي[4]

أحد جماعات الضغط.
- سيو إيون سو في دور اوه يي-جين[4]

محققة.
- تشو يو-جيونغ في دور باي جيوم-جي[4]
- تشاهي في دور بايك سو-يونغ[5]

الأخت الصغرى لكي تاي
- لي جو-ايون في دور جانغ هاي-اون [6]

الأخت الصغرى لجيون يونج.
- وو دو هوان[7]

## الإنتاج
أكد المخرج وو مين هو، الذي عمل في أفلام مثل المطلعون (2015)، ملك المخدرات (2018)، الرجل المنبوذ (2020)، أنه سيخرج أول دراما سياسية له على الشاشة الصغيرة "صنع في كوريا". سيكون من انتاج شركة الانتاج السينمائي هايف ميديا، التي قدمت أفلامًا جريئة تتمتع بجودة عالية، مثل المطلعون والرجل المنبوذ، نجنا من الشر (2020)، 12.12: اليوم (2023). ومن كاتبة كل من بارك أون-جيو وبارك جون-سوك.
ذكرت بعض وسائل الإعلام أن المسلسل سيكون مشتقًا من فيلم "ملك المخدرات" لعام 2018، لكن شركة هايف ميديا نفت ذلك وقالت "إنه عمل مختلف تمامًا". كما ورد أن الميزانية بلغت 48 مليار وون بينما ذكرت MBC Entertainment أنها بلغت 70 مليار وون لكن شركة الإنتاج نفت ذلك أيضًا. في 23 مايو 2025 ، أكد الرئيس التنفيذي لشركة لهايف ميديا، ان تكلفة الإنتاج المسلسل حوالي 70 مليار وون، والتي كانت بدعم من شركة ديزني، تعتبر أعلى دراما كورية من حيث التكلفة بعد مسلسل لعبة الحبار 2-3 التي كلفت حوالي 100 مليار وون.

## روابط خارجية
- صنع في كوريا على موقع IMDb (الإنجليزية)